# R U Still Down? (Remember Me)
R U Still Down? (Remember Me) este cel de-al doilea album postum al rapperului 2Pac, lansat în 1997. Deși este cel de-al doilea album lansat după moartea sa, este primul care a fost terminat fără implicarea creativă a lui Tupac. După ce a lăsat un volum mare de lucrări în urmă, aceasta a fost prima lansare realizată de casa de discuri a mamei sale Amaru Entertainment, care deține drepturile de autor ale operelor sale. 
Acesta a avut două single-uri hit, „Do for Love” și „I Wonder If Heaven Got a Ghetto”, dintre care („Do for Love”) a fost certificat Aur de RIAA. În cele din urmă albumul a primit statul multi-platină o tendință pe care unele din albumele lui postume ulterioare vor urma. A vândut 8 milioane de exemplare în întreaga lume.

## Ordinea pieselor

### Discul unu
| #  | Titlu                                  | Invitați          | Producător                             | Durată |
| -- | -------------------------------------- | ----------------- | -------------------------------------- | ------ |
| 1  | "Redemption (Intro)"                   |                   | We Got Kidz Ricky Rouse                | 1:48   |
| 2  | "Open Fire"                            |                   | Akshun                                 | 2:52   |
| 3  | "R U Still Down? (Remember Me)"        |                   | Tony Pizarro 2Pac                      | 4:07   |
| 4  | "Hellrazor"                            | Stretch Val Young | QDIII Live Squad                       | 4:15   |
| 5  | "Thug Style"                           |                   | We Got Kidz Chris Rosser Conrad Rosser | 4:16   |
| 6  | "Where Do We Go From Here (Interlude)" |                   | Tony Pizarro 2Pac                      | 4:31   |
| 7  | "I Wonder If Heaven Got a Ghetto"      |                   | Soulshock & Karlin Laylaw              | 4:21   |
| 8  | "Nothing To Lose"                      | Y?N-Vee           | 2Pac Live Squad                        | 3:39   |
| 9  | "I'm Gettin' Money"                    |                   | Mike Mosley Natures Fynest             | 3:32   |
| 10 | "Lie To Kick It"                       | Richie Rich       | Warren G                               | 3:39   |
| 11 | "Fuck All Y'all"                       |                   | We Got Kidz                            | 4:32   |
| 12 | "Let Them Thangs Go"                   |                   | We Got Kidz Quimmy Quim DJ Daryl       | 3:33   |
| 13 | "Definition Of A Thug Nigga"           |                   | 2Pac Warren G                          | 4:09   |

### Discul doi
| #  | Titlu                                               | Invitați                     | Producător                              | Durată |
| -- | --------------------------------------------------- | ---------------------------- | --------------------------------------- | ------ |
| 1  | "Ready 4 Whatever"                                  | Big Syke                     | Johnny "J"                              | 4:05   |
| 2  | "When I Get Free"                                   |                              | We Got Kidz Ricky Rouse                 | 4:46   |
| 3  | "Hold On Be Strong"                                 | Stretch                      | Choo                                    | 4:11   |
| 4  | "I'm Losin' It"                                     | Big Syke Spice 1             | Tony Pizarro Def Jef Levant Marcus      | 3:55   |
| 5  | "Fake Ass Bitches"                                  |                              | We Got Kidz Johnny "J"                  | 3:10   |
| 6  | "Do For Love"                                       | Eric Williams of Blackstreet | Soulshock & Karlin J Dilla (Necreditat) | 4:42   |
| 7  | "Enemies With Me"                                   | Dramacydal                   | We Got Kidz Live Squad                  | 4:15   |
| 8  | "Nothin' But Love"                                  | Dave Hollister               | DJ Daryl 2Pac                           | 4:28   |
| 9  | "16 On Death Row"                                   |                              | 2Pac We Got Kidz                        | 5:42   |
| 10 | "I Wonder If Heaven Got A Ghetto (Hip-Hop Version)" | Maxee                        | Soulshock & Karlin                      | 4:40   |
| 11 | "When I Get Free II"                                | Yaki Kadafi                  | Chris Rosser Conrad Rosser              | 3:22   |
| 12 | "Black Starry Night (Interlude)"                    |                              | DJ Daryl                                | 0:48   |
| 13 | "Only Fear Of Death"                                |                              | Live Squad                              | 5:09   |

## Poziția albumului în topuri
| Top                    | Poziția |
| ---------------------- | ------- |
| Topurile Australiene   | #50     |
| Topurile Austriece     | #23     |
| Billboard 200          | #2      |
| Topurile Canadiene     | #12     |
| Topurile Germane       | #25     |
| Topurile Olandeze      | #29     |
| Topurile Franceze      | #52     |
| Topurile Noua Zeelandă | #20     |
| Top R&B/Hip Hop Albums | #1      |
| Swedish Chart          | #41     |
| UK Charts              | #44     |

## Single-uri
| Informații single                                                |
| ---------------------------------------------------------------- |
| "I Wonder If Heaven Got a Ghetto" - Released: 1997 - B-side: N/A |
| "Do For Love" - Released: 1997 - B-side: N/A                     |